# Prenj
Prenj (2103 m) – masyw górski w Bośni i Hercegowinie, część Gór Dynarskich.

## Opis
Położony jest w Hercegowinie, na południe od Konjica. Jego najwyższym szczytem jest Zelena Glava (2103 m n.p.m.).
Jest zbudowany z dolomitu i wapienia. Jego szata roślinna jest śladowa. Znajdują się na nim elementy krajobrazu glacjalnego z plejstocenu.
U jego północnego podnóża, w kanionie Neretwy, utworzono zbiornik wodny Jablaničko jezero wraz z elektrownią wodną. Na północno-wschodnich zboczach leży natomiast polodowcowe Boračko jezero.
Wzdłuż niego poprowadzono drogę i linię kolejową z Sarajewa do Pločy.